# Corona imperiale d'India

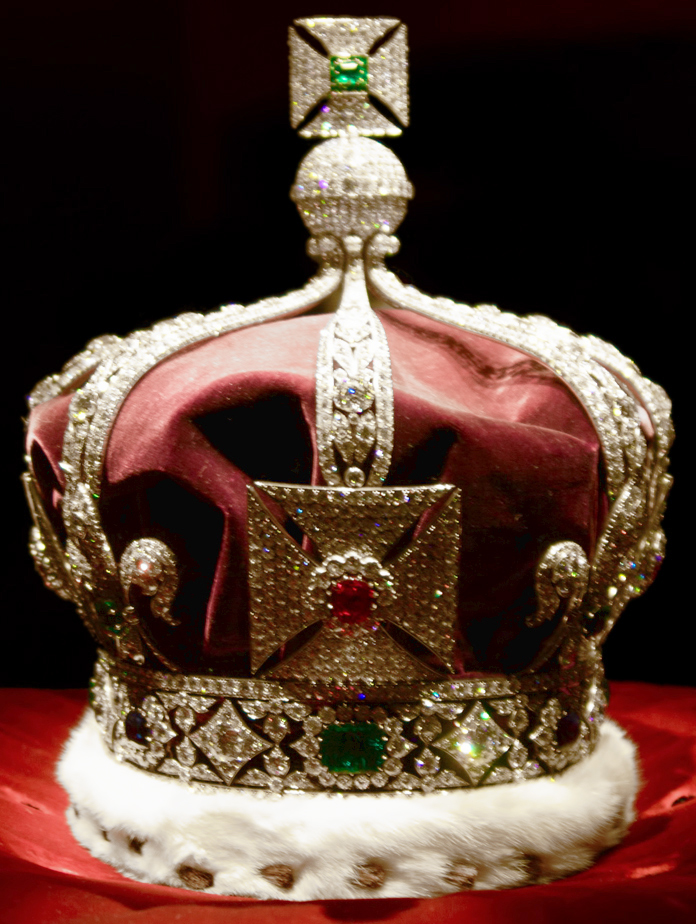
La Corona imperiale d'India.

La Corona imperiale d'India era la corona ufficiale dell'Imperatore d'India, carica che venne detenuta dal 1876 al 1947 dal sovrano britannico, dalla regina Vittoria fino al re Giorgio VI. Venne utilizzata durante il Delhi Durbar, nel 1911.

## Storia

### Realizzazione
Secondo la tradizione, i gioielli della corona non possono lasciare il Regno Unito, uno delle ragioni riguarda i possibili rischi legati al trasporto delle insegne storiche via mare e via terra, su una distanza così grande, come fino all'India britannica. Per questi motivi si decise di realizzare una nuova corona appositamente per il viaggio del re Giorgio V, assieme alla regina Mary, in India nel 1911, quando i due sovrani viaggiarono in Asia per essere incoronati Imperatori d'India, dinnanzi ai principi e governanti indiani.
Così i gioiellieri della corona dell'epoca, Garrard & Co, realizzarono una corona del costo di 60 000 sterline, ovvero  7 700 000 sterline nel 2023, a carico dell'India Office.

### Caratteristiche
La corona imperiale dell'India pesa 920 g ed è composta da 6170 diamanti, 9 smeraldi, 4 rubini e 4 zaffiri; nella parte anteriore è incastonata con uno smeraldo molto fine del peso di 32 carati. Il sovrano Giorgio V scrisse nel suo diario che il copricapo era pesante e scomodo da indossare e disse : "Piuttosto stanco dopo aver indossato la mia corona per più di tre ore, mi fa male la testa perché è piuttosto pesante". Simile ad altre corone britanniche, è formata da quattro croci patenti e quattro gigli, che tutti confluiscono, tramite sei archi, in un piccolo globo sormontato da una croce con uno smeraldo.
Quella imperiale è l'unica corona della grande collezione reale ad essere composta da otto semiarchi, a differenza di due o quattro come quelle delle regine consorti.

### Uso

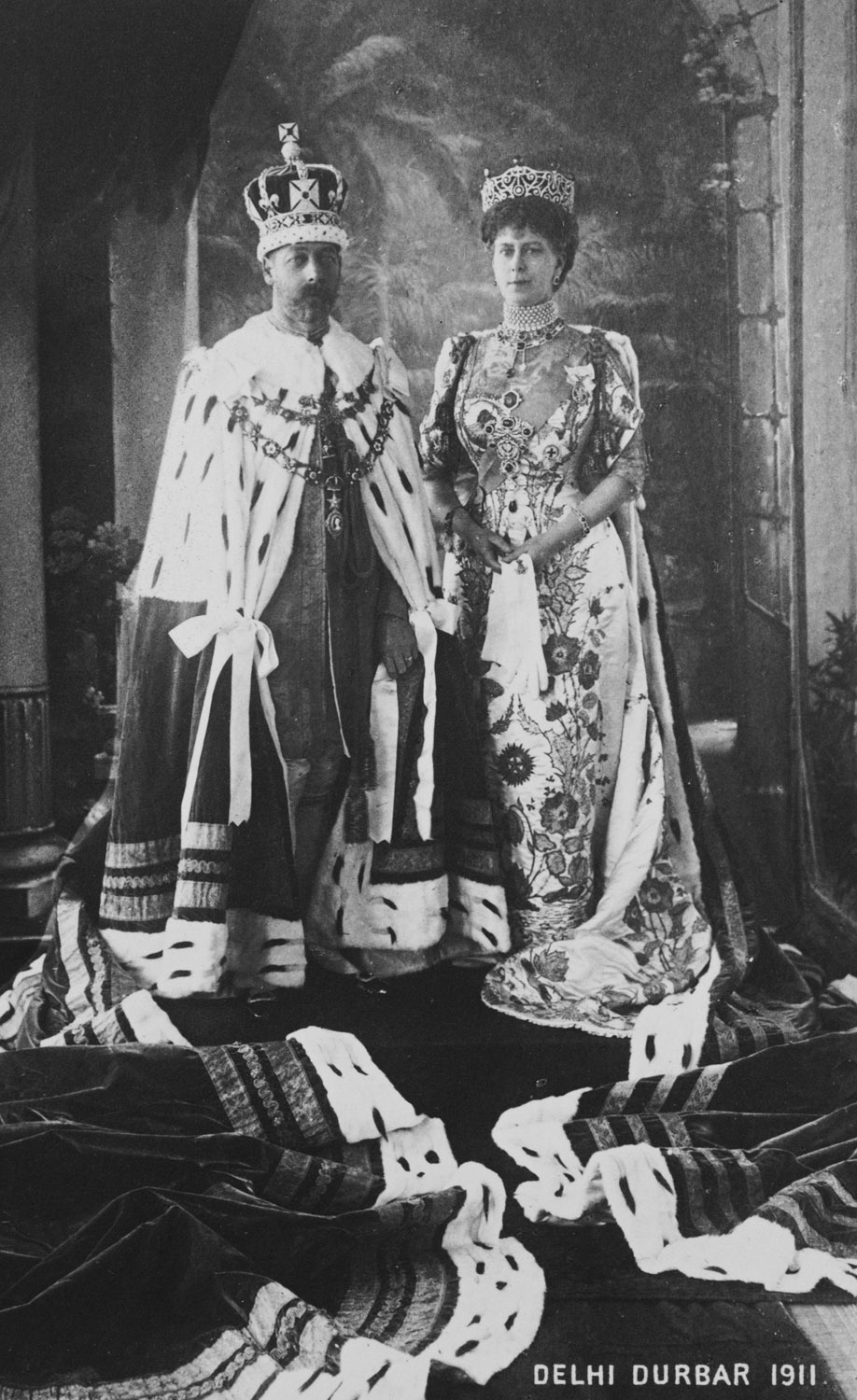
Ritratto ufficiale dei sovrani, a seguito del Delhu Durbar, nel 1911.

Nel 1911 Giorgio e Maria si recarono nell'India britannica per essere incoronati come imperatori, tuttavia l'Arcivescovo di Canterbury, Randall Davidson, non riteneva appropriato che un rito cristiano, come l'incoronazione, dovesse aver luogo in un paese dove la maggior parte della popolazione era indù o musulmana. Al momento del Delhi Durbar, re Giorgio entrò nella processione con indossò già la corona imperiale, la cerimonia fu così un'affermazione ufficiale dell'incoronazione del re, che aveva già avuto luogo a Westminster sei mesi prima. Giorgio V fu l'unico sovrano ad utilizzare la corona.
Il 15 agosto 1947 terminò il dominio britannico sull'India, nascendo due nuovi stati, l'India e Pakistan nonché Domini e membri del Commonwealth. Re Giorgio VI, padre della regina Elisabetta II, d'accordo con il Primo ministro Clement Attlee, pensò che "finché i due nuovi Domini rimasero nel Commonwealth, la corona sarebbe stata mantenuta tra i Gioielli della Corona, ma se in un secondo momento uno o entrambi dovessero separarsi si potrebbe sostenere che, in considerazione del fatto che era stata acquistata con i fondi indiani, la corona dovrebbe essere conferita a qualche autorità indiana ".
La Corona Imperiale dell'India è esposta al pubblico nella Jewel House presso la Torre di Londra.